# Juno Monetas tempel

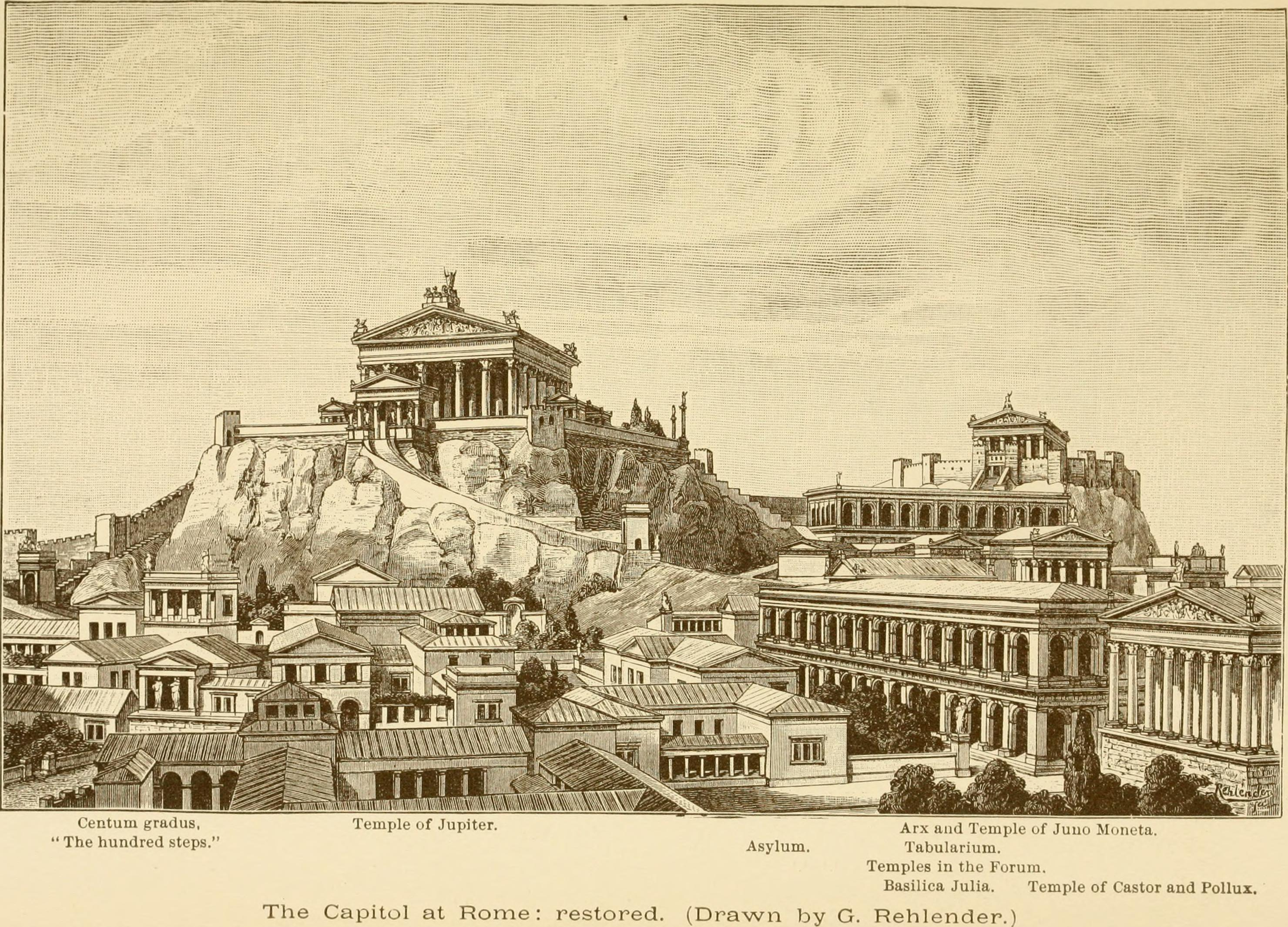
Juno Monetas tempel högst upp till höger. A history of all nations from the earliest times; being a universal historical library (1905).

Juno Monetas tempel var en helgedom i det antika Rom, tillägnad gudinnan Juno. Det grundades år 344 f.Kr. Det var ett av flera tempel i Rom tillägnade Juno, men också ett av de viktigaste och mest välkända templen i det antika Rom. 

## Historia
Templet uppfördes sedan Lucius Furius Camillus år 345 f.Kr. hade avgivit ett löfte att uppföra ett tempel åt Juno om han fick gudarnas stöd inför ett avgörande slag i kriget mot aurunkerna, och sedan segrade i denna konflikt. Förteckningen över Roms konsuler, Libri Lintei, förvarades i templet. Från år 273 f.Kr. var också Roms myntverk inhyst på dess område, och Juno Moneta blev då skyddsgudinna för mynt och statens finanser, därav namnet mynt. Namnet Juno Moneta blev Junos tillnamn i denna egenskap, men Moneta hade ursprungligen stått för en lokal latinsk gudinna, som hade dyrkats strax utanför staden och sedan slogs ihop med Juno, då templet uppfördes i staden. 
Templet är associerat med legenden om Junos heliga gäss, som 390 f.Kr. ska ha varnat Marcus Manlius Capitolinus inför kelternas anfall, men detta tempel var då ännu inte uppfört. Det fanns dock flera andra Junotempel i Rom, bland annat Juno Sospitas tempel. 

## Karta
| Plan över Capitolium under antiken |
| --- |
| Capitolium Arx Forum Romanum Fori Imperiali Velabrum Jupitertemplet Tabularium Juno Monetas tempel Marcellusteatern Forum Holitorium Bellonatemplet Jupiter Feretrius tempel Veiovistemplet Auguraculum Iseum Jupiter Custos tempel Concordiatemplet Jupiter Conservators tempel Altare Tensarum Jupiter Tonans tempel Clivus Capitolinus Centus Gradus Porta Pandana Janustemplet Juno Sospitas tempel Spestemplet Augustustemplet Asylum Inter duos lucos Vicus Iugarius Marsfältet Dei Consentes portik Vespasianus- templet Concordiatemplet Tullianum Clivus Argentarius Venus Erycinas tempel Bona Mens tempel Fidestemplet Opstemplet Scipio Africanus båge Saturnustemplet Basilica Iulia |